# Taxila
Taxila (hay Takshashila, Takshila; tiếng Phạn: तक्षशिला Takṣaśilā) là một thành phố và một địa điểm khảo cổ quan trọng ở hạt Rawalpindi, tỉnh Punjab, Pakistan. Taxila cách Islamabad và Rawalpindi chừng 32 km về phía tây bắc, và nằm ở độ cao 549 mét trên mực nước biển.
Takṣaśilā cổ nằm ở điểm giao lưu quan trọng giữa Ấn Độ, Tây Á, và Trung Á. Do vị trí chiến lược của mình, Taxila đã nhiều lần đổi chủ vì các vương quốc đều muốn kiểm soát khu vực này. Khi các tuyến đường thương mại kết nối Ấn Độ, Tây Á, và Trung Á không còn quan trọng nữa, thành phố mất đi tầm quan trọng và cuối cùng bị dân du mục Hung phá hủy vào thế kỷ thứ 5. Nhà khảo cổ học danh tiếng Sir Alexander Cunningham tái phát hiện phế tích Takṣaśilā vào giữa thế kỷ 19. Năm 1980, Taxila được UNESCO công nhận là một địa chỉ di sản thế giới.
Thành phố có lịch sử từ thời kỳ Gandhara và chứa những tàn tích của thành phố Gandhāran Takṣaśilā mà là một trung tâm quan trọng Hindu và Phật giáo. Takṣaśilā lấy được tên của nó từ Takṣa, cháu trai lớn của Bharata, em trai của Rama.